# Paula Brooks
Paula Brooks es un personaje de cómic ficticio publicado por DC Comics. Es uno de los muchos personajes que utilizan los nombres de Tigresa y Cazadora. Paula Brooks es la esposa de Sportsmaster y la madre de Artemis Crock.
Paula Brooks aparece como Tigresa en la serie del servicio de streaming de DC Universe, Stargirl, interpretada por Joy Osmanski. La serie también aparece en The CW Network.

## Historial de publicaciones
Brooks apareció por primera vez en el número 68 de Sensation Comics como Cazadora, creada por el artista Mort Meskin y un guionista no acreditado. Más tarde, se revela retroactivamente que fue una heroína llamada Tigresa antes de convertirse en una criminal donde este alias fue creado por Roy Thomas.

## Biografía del personaje de ficción

### Pre-crisis
Antes de Crisis en Tierras Infinitas, se enfrenta a Helena Wayne (que se había convertido en la nueva Cazadora) y es derrotada.
Durante este tiempo, una Cazadora de Tierra-1 y Sportsmaster se revelan. Luchan contra Batgirl y Robin en Batman Family y luego desafían a los superhéroes de Tierra-1 a un partido de béisbol entre héroes y villanos. Cuando los héroes ganan, la Cazadora y Sportsmaster de Tierra-1 se reorganizan y no se les vuelve a ver.
Tras la Crisis en Tierras Infinitas, la pareja de Tierra-1 deja de existir y las versiones de la Edad de Oro se convierten en la versión dominante en el nuevo universo unificado.
Nunca utiliza el nombre de Tigresa ni su nombre real (Paula Brooks) durante sus aventuras pre-Crisis.

### Post-Crisis
En las páginas de Young All-Stars fue renombrada retroactivamente como Tigresa. Estas historias tuvieron lugar antes de su carrera de villana como Cazadora.
En este momento, la joven Paula Brooks (de aproximadamente 18-19 años) es una superheroína, y lucha tanto contra los nazis como contra los criminales junto a Iron Munro, el primer Fury, Neptune Perkins, Tsunami y Dan el Dyna-Mite. Durante estas historias, Paula expresa su adoración por Paul Kirk, el Manhunter . Con frecuencia, también se siente atraída por Iron Munro. Durante una batalla con los guerreros nazis conocidos como Axis Amerika, Tigresa es atacada y aparentemente asesinada por la valquiria conocida como Gudra. Fue revivida (no está claro si realmente estaba muerta) con una nueva actitud, que finalmente la lleva a convertirse en la villana Cazadora. En la miniserie JSA Returns de finales de los noventa, Tigresa aún no había adoptado del todo su actitud de villana y seguía actuando como heroína y compañera de Manhunter.
Al ponerse un disfraz de piel de tigre y convertirse en Cazadora años más tarde, Paula Brooks localizó a Wildcat y lo atrapó en su zoo privado como parte de su plan para capturar a personas que pudieran meter a la gente en la cárcel. Wildcat se convirtió en la primera persona que capturó para escapar.
Cazadora regresó y planeó capturar a Ted Grant y sustituirlo por un doble para apostar por su oponente y obtener dinero cuando el doble perdiera. Cuando Cazadora capturó a "Stretch" Skinner, atrajo la atención de Wildcat. Cazadora y Wildcat lucharon hasta empatar mientras Wildcat y Skinner escapaban de su barco. Cuando Ted ganó su combate, una Cazadora disfrazada observó el combate y más tarde se escapó.
Debido a su reputación de luchar contra Wildcat, Cazadora fue invitada a unirse a la Sociedad de la Injusticia. En una competición para ver quién lideraría el grupo, Cazadora consiguió robar Plymouth Rock y estuvo a punto de derrotar a Átomo y a Flash.
Cazadora y sus hombres secuestraron a Ted Grant y a su oponente Mike Baily y los retuvieron para pedir un rescate. Ted se libró de su trampa, se convirtió en Wildcat y llevó a Tigresa ante la justicia.
En 1949, Cazadora y Sportsmaster volvieron a unirse a la Sociedad de la Injusticia, donde capturaron a los miembros de la Sociedad de la Justicia. Algunos de sus antiguos miembros, como Wildcat, se unieron para rescatarlos y derrotar a la Sociedad de la Injusticia.
Lucharon contra Canario Negro y Starman en la década de 1960, además de seguir siendo miembros de la Sociedad de la Injusticia.
Más tarde, Cazadora y Sportsmaster se comprometieron y tuvieron una hija llamada Artemis que tomó parte en el negocio familiar. Artemis trabajó para liberar a sus padres del Centro de Detención del Empire State, pero Solomon Grundy, que protegía a Jade, la lanzó contra una pared. Cuando Wildcat fue envenenado durante la siguiente pelea de la Sociedad de la Justicia con la Sociedad de la Injusticia, Cazadora luchó contra su propia hija. Mientras Wildcat muere por el veneno, la Sociedad de la Justicia trabaja para conseguir un antídoto mientras lucha contra Tigresa, Sportsmaster y Thorn.
Más tarde, Paula Brooks aparece sin uniforme en Young Justice, en un evento de tipo olímpico en el que su hija Artemis compite en nombre de Zandia, un país que alberga supervillanos.

### Universo DC
En 2016, DC Comics implementó otro relanzamiento de sus libros llamado "DC Rebirth", que restauró su continuidad a una forma muy parecida a la anterior a "The New 52". Cuando Hawkman y Hawkgirl relatan su tiempo con la Sociedad de la Justicia y el día que lucharon contra la Sociedad de la Injusticia, Tigresa fue vista como un miembro de la Sociedad de la Injusticia. Wildcat fue quien se enfrentó a Tigresa y la derrotó.

## Poderes y habilidades
Brooks no tiene poderes ni tecnología inusual, pero utilizó varios tipos de bestias salvajes para cometer sus crímenes. También es una hábil luchadora cuerpo a cuerpo cuyas uñas estaban afiladas como garras.
También utilizaba una pequeña ballesta y un suministro constante de pernos de ballesta. También se sabe que utilizaba redes arrojadizas y bolos para atrapar a sus presas.

## Otras versiones
Fuera de la continuidad regular del DCU, James Robinson y Paul Smith presentan a la Tigresa en la miniserie The Golden Age de 1993. En agosto de 1948, Paula Brooks es amnistiada por sus crímenes a cambio de su lealtad a la recién creada fuerza anticomunista de Tex Thompson. Tras enterarse de que Thompson es en realidad el despiadado Ultra-Humanite, Brooks se une a otros héroes el 8 de enero de 1950 para oponerse a él y a sus aliados. Traumatizada por la muerte de su amante, Lance Gallant, y de amigos como Miss América y el Sportsmaster en el conflicto subsiguiente, Paula vuelve al crimen. En 1955, se dice que "ha entrado en la lista de los más buscados del FBI".

## En otros medios
- Paula Brooks / Tigresa hace una breve aparición en el episodio de la serie de televisión animada Batman: The Brave and the Bold "Aquaman's Outrageous Adventure", en el que pasa unas vacaciones familiares con su marido Sportsmaster y su hija Artemis Crock.
- Una variación de Paula Brooks aparece en la serie animada Young Justice, con la voz de Kelly Hu. Introducida en el episodio "Downtime", esta versión es una mujer vietnamita llamada Paula Nguyen y anteriormente operaba como Cazadora antes de quedar confinada a una silla de ruedas. Nguyen vive con su hija menor, Artemis Crock, en un apartamento en mal estado en Gotham City, y está al tanto de las actividades de su hija mayor, Jade, como asesina.
- Paula Brooks / Tigresa hace un cameo en el primer episodio de DC Super Hero Girls.
- La madre de Evelyn Crawford Sharp / Artemis aparece en la cuarta temporada de Arrow como una mujer sin nombre que se involucró con Damien Darhk y su sindicato H.I.V.E. Flecha Verde y su equipo encuentran a los padres de Sharp, pero no consiguen salvarlos antes de que mueran de hipoxia y Malcolm Merlyn destruye las instalaciones. Los cuerpos de los padres son recuperados posteriormente de entre los restos.
- Paula Brooks / Tigresa aparece en la serie Stargirl del Universo DC, interpretada por Joy Osmanski.[20] Esta versión es un miembro de la Sociedad de la Injusticia de América (ISA). En el episodio piloto, se une a la ISA para atacar a la Sociedad de la Justicia de América (JSA). En su identidad civil, Brooks trabaja como profesora de gimnasia del instituto Blue Valley, pero expresa su molestia por tener que dejar de ser una supervillana. En "La Sociedad de la Justicia", Brooks y Sportsmaster atacan y dominan a Stargirl y sus amigos cuando intentan interceptar una operación de la ISA, pero son expulsados por S.T.R.I.P.E. En el final de la primera temporada, " Stars and S.T.R.I.P.E.", Brooks y Sportsmaster ayudan a la ISA a poner en marcha el Proyecto: New America, sólo para ser frustrados por la JSA de Stargirl. En el episodio "Summer School: Capítulo 4", Brooks y Sportsmaster escapan temporalmente de la cárcel para asistir a las pruebas de fútbol de su hija Artemis. En "Summer School: Capítulo trece", Artemis saca a Brooks y a Sportsmaster de la cárcel para que puedan ayudar a Cindy Burman y a la JSA a luchar contra Eclipso. A continuación, la familia Crock se muda a la casa de al lado de la familia Whitmore-Dugan al final de la temporada 2. En la temporada 3, Brooks y Sportsmaster trabajan con la JSA para investigar la muerte del Gambler y encontrar a la persona responsable de espiar ciudadanos de Blue Valley hasta que es asesinada por Icicle.

## Recepción
Michael Eury y Gina Misiroglu caracterizaron a la Cazadora original, Paula Brooks, como "una villana relativamente oscura de la Edad de Oro", cuyo título se tomó prestado para el personaje de Helena Wayne.
Sophie Bonadè consideró que Paula Brooks, al igual que varias villanas de la época, cae bajo el cliché de "Dating Catwoman", de estar en una relación romántica con el héroe al que combate.